# سامپولنو
سامپولنو (به لاتین: Sompolno) یک شهر و گمینا در لهستان است که در گمینا سومپولنو واقع شده‌است. سامپولنو ۶٫۲۱ کیلومتر مربع مساحت و ۳٬۶۹۵ نفر جمعیت دارد.